# Arturo Tuzón Gil
Arturo Tuzón Gil (Montant, Alt Millars, 1928 - València, 22 d'octubre de 2010) fou un empresari valencià que també fou president del València Club de Futbol de 1986 a 1993.

## Biografia
Naix al xicotet municipi de Montant (Alt Millars), però de ben jove es trasllada a la Vall d'Uixó (Plana Baixa) i es dedica a la indústria de la maquinària per a la construcció i la transformació agrícoles i al comerç de la taronja. Arturo Tuzón desenvoluparia gran part de la seua activitat empresarial al País Basc.
Accedeix al càrrec de president del València CF el 3 de juny de 1986, en el moment més crític de la història del club, després del descens a la Segona Divisió del futbol espanyol la temporada 1985-1986 i amb uns deutes valorats en 2.200 milions de pessetes (13,2 milions d'euros). Tuzón aconseguiria l'any següent retornar el club a la Primera Divisió amb Alfredo di Stéfano a la banqueta i un planter de jugadors de la casa com són Sempere, Quique Sánchez Flores, Ricardo Arias, Voro, Revert, Giner, Fernando, Arroyo, Subirats o Fenoll. Amb ells, el València CF aconseguiria el tercer lloc en la Lliga de 1989 i el subcampionat el 1990. Foren doncs els anys de major èxit esportiu de l'era Tuzón.
A banda de l'ascens a la Primera Divisió en una temporada de gestió, altres dels assoliment en l'etapa d'Arturo Tuzón foren la inauguració de la Ciutat Esportiva de Paterna i la celebració a l'Estadi de Mestalla de partits de la Selecció Espanyola de Futbol corresponents als Jocs Olímpics de Barcelona 92. A més a més dels fitxatges de l'uruguaià Miguel Ángel Bossio i de la fugaç etapa de l'algerià Rabah Madjer, durant el mandat de Tuzón arribaren al València CF dos dels jugadors estrangers més importants de la història del club, el búlgar Lubo Pènev i el montenegrí Predrag Mijatovic. El 1990 tornà a fitxar Robert, un jugador que traspassat al FC Barcelona abans de la seua arribada a la presidència. A més, Tuzón aconseguí duplicar la massa social (de 16.000 a 30.000 abonats) i sanejar els pressupostos del club (de 600 a 2.800 milions de pessetes) en els set anys que durà el seu mandat.
Els darrers anys de Tuzón a la presidència del València CF estigueren marcats per la transformació del club en societat anònima esportiva i els problemes de tota classe amb membres del seu equip directiu, amb jugadors i amb l'entrenador Guus Hiddink, destituït dies abans de la seua dimissió com a president el 24 de novembre de 1993.
Arturo Tuzón fou també un gran aficionat a la pilota valenciana i comprà el Trinquet de Pelayo al carrer homònim de la ciutat de València, el qual va gestionar fins 2006, en què en traspassà la gestió al seu fill Arturo.
Va morir a la ciutat de València la matinada del 22 d'octubre de 2010 als 82 anys.